# Anaerococcus tetradius
Anaerococcus tetradius è una specie di batterio appartenente alla famiglia delle Peptostreptococcaceae.